# آب‌مار خرچنگ‌خوار
آب‌مار خرچنگ‌خوار (نام علمی: Fordonia leucobalia) نام یک گونه از تیره قمچه‌ماران است.